# Harry Vaandrager
Harry Vaandrager (Rotterdam, 1955) is een Nederlandse schrijver van poëzie, korte verhalen en romans.
Vaandrager debuteerde op 23-jarige leeftijd bij De Bezige Bij met de dichtbundel Langs toendra’s (1978). Pas ruim dertig jaar later, in 2010, verscheen bij Nijgh & Van Ditmar zijn tweede dichtbundel Wat telt is van niets gemaakt. In 2011 publiceerde hij zijn eerste roman Aan Barrels bij het balanseer in co-productie met Nijgh & Van Ditmar. Nadien verschenen de verhalenbundel Koprot (2013), en de romans Maskerade (2016) en Ik wordt (2018). Deze romans, alsook de verhalenbundel, zijn uitgegeven bij het balanseer in co-productie met In de Knipscheer. Vervolgens verschenen bij uitgeverij het balanseer de romans Wanen en woorden (2019) en Spuugzat (2024).
Vaandrager was initiatiefnemer van de dichtbundel Niets te verbergen / Alles te verbergen (Poëziecentrum Gent, 2014). De bundel werd samengesteld in de vorm van een estafette: 44 Nederlandse en Vlaamse dichters schreven een gedicht in reactie op de bijdrage van hun voorganger.
In 2018 verscheen bij de KU Leuven een vergelijkende literatuurstudie naar de werken van Harry Vaandrager en Samuel Beckett.